# Martini–Henry
O Martini-Henry é um fuzil por retrocarga, acionado por alavanca, de tiro único, que foi usado pelo Exército Britânico. Ele entrou em serviço pela primeira vez em 1871, eventualmente substituindo o Snider-Enfield, um fuzil por antecarga convertido para o sistema de cartucho. Variantes do Martini-Henry foram usadas em todo o Império Britânico por 47 anos. Combinou a "ação de bloco cadente" desenvolvida inicialmente por Henry O. Peabody (em seu "Peabody rifle") e aprimorada pelo designer suíço Friedrich von Martini, combinada com o estriamento poligonal projetado pelo escocês Alexander Henry.

## Histórico
Embora o Snider-Enfield tenha sido o primeiro fuzil por retrocarga disparando um cartucho metálico em serviço regular britânico, o Martini-Henry foi projetado desde o início como um fuzil por retrocarga, disparando mais rápido e com alcance mais longo. 

O Martini-Henry produziu quatro modelos principais: "Mark I" (lançado em junho de 1871), "Mark II", "Mark III" e "Mark IV". Além desses modelos, havia também uma versão carabina de 1877 com variações que incluíam a "Garrison Artillery Carbine", a "Artillery Carbine" (modelos "Mark I", "Mark II" e "Mark III") e versões menores projetadas como fuzis de treinamento para cadetes militares. O fuzil "Mark IV Martini–Henry", foi o que encerrou a produção em 1889, sendo substituído pelo Lee–Metford, mas permaneceu em serviço por todo o Império Britânico até o final da Primeira Guerra Mundial.
Foi visto em uso por alguns membros de tribos afegãs até a invasão soviética. No início de 2010 e 2011, os fuzileiros navais dos Estados Unidos recuperaram pelo menos três de vários depósitos de armas do Talibã em Marjah.

O Martini-Henry foi copiado em grande escala pelos armeiros da Província da Fronteira Noroeste (atual Khyber Pakhtunkhwa, Paquistão). Suas armas eram de qualidade inferior às feitas pela "Royal Small Arms Factory", em Enfield, mas copiavam com precisão até mesmo as "marcas de prova". Os principais fabricantes eram os Adam Khel Afridi, que viviam ao redor do passo Khyber. Os britânicos chamavam essas armas de "Pass-made rifles" ("rifles feitos no passo").

## Guerras
Esses foram os conflitos nos quais o Martini-Henry foi utilizado:
- Guerras coloniais britânicas
- Gerra Perak
- 2ª Guerra Anglo-Afegã
- Revolta Herzegovina
- Guerra russo-turca
- Guerra do Pacífico
- Guerra Anglo-Zulu
- 1ª Guerra Ítalo-Etíope[3]
- Guerra Greco-Turca
- 1ª Guerra dos Bôeres
- 2ª Guerra dos Bôeres
- Guerras dos Balcãs
- 1ª Guerra Mundial
- Guerra Greco-Turca
- 2ª Guerra Ítalo-Etíope
- Guerra Civil do Afeganistão[4]

## Variantes
- "Martini–Henry Carbine"
- "Greener Prison Shotgun"
- "Gahendra rifle"

## Usuários
- Reino Unido e colônias
- Afeganistão
- Império Otomano
- Romênia

## Comparação com fuzis contemporâneos
| Calibre             | Fuzil                  | País             | Velocidade           | Velocidade         | Velocidade         | Velocidade         | Velocidade         | Altura da trajetória | Altura da trajetória | Altura da trajetória | Altura da trajetória | Munição       | Munição       |
| Calibre             | Fuzil                  | País             | Saída                | 500 yd (460 m)     | 1 000 yd (910 m)   | 1 500 yd (1 400 m) | 2 000 yd (1 800 m) | 500 yd (460 m)       | 1 000 yd (910 m)     | 1 500 yd (1 400 m)   | 2 000 yd (1 800 m)   | Pólvora       | Bala          |
| ------------------- | ---------------------- | ---------------- | -------------------- | ------------------ | ------------------ | ------------------ | ------------------ | -------------------- | -------------------- | -------------------- | -------------------- | ------------- | ------------- |
| ,433 pol (11,0 mm)  | Werndl–Holub M1867     | Áustria-Hungria  | 1 439 ft/s (440 m/s) | 854 ft/s (260 m/s) | 620 ft/s (190 m/s) | 449 ft/s (140 m/s) | 328 ft/s (100 m/s) | 8,252 pé (2,515 m)   | 49,41 pé (15,06 m)   | 162,6 pé (49,6 m)    | 426,0 pé (129,8 m)   | 77 gr (5,0 g) | 370 gr (24 g) |
| ,45 pol (11,43 mm)  | Martini–Henry          | Reino Unido      | 1 315 ft/s (400 m/s) | 869 ft/s (260 m/s) | 664 ft/s (200 m/s) | 508 ft/s (150 m/s) | 389 ft/s (120 m/s) | 9,594 pé (2,924 m)   | 47,90 pé (14,60 m)   | 147,1 pé (44,8 m)    | 357,85 pé (109,07 m) | 85 gr (5,5 g) | 480 gr (31 g) |
| ,433 pol (11,0 mm)  | Gras mle 1874          | França           | 1 489 ft/s (450 m/s) | 878 ft/s (270 m/s) | 643 ft/s (200 m/s) | 471 ft/s (140 m/s) | 348 ft/s (110 m/s) | 7,769 pé (2,368 m)   | 46,6 pé (14,2 m)     | 151,8 pé (46,3 m)    | 389,9 pé (118,8 m)   | 80 gr (5,2 g) | 386 gr (25 g) |
| ,433 pol (11,0 mm)  | Mauser Model 1871      | Alemanha         | 1 430 ft/s (440 m/s) | 859 ft/s (260 m/s) | 629 ft/s (190 m/s) | 459 ft/s (140 m/s) | 388 ft/s (120 m/s) | 8,249 pé (2,514 m)   | 48,68 pé (14,84 m)   | 159,2 pé (48,5 m)    | 411,1 pé (125,3 m)   | 75 gr (4,9 g) | 380 gr (25 g) |
| ,408 pol (10,4 mm)  | Vetterli M1870         | Itália           | 1 430 ft/s (440 m/s) | 835 ft/s (250 m/s) | 595 ft/s (180 m/s) | 422 ft/s (130 m/s) | 304 ft/s (93 m/s)  | 8,527 pé (2,599 m)   | 52,17 pé (15,90 m)   | 176,3 pé (53,7 m)    | 469,9 pé (143,2 m)   | 62 gr (4,0 g) | 310 gr (20 g) |
| ,397 pol (10,08 mm) | Jarmann M1884          | Noruega e Suécia | 1 536 ft/s (470 m/s) | 908 ft/s (280 m/s) | 675 ft/s (210 m/s) | 504 ft/s (150 m/s) | 377 ft/s (110 m/s) | 7,235 pé (2,205 m)   | 42,97 pé (13,10 m)   | 137,6 pé (41,9 m)    | 348,5 pé (106,2 m)   | 77 gr (5,0 g) | 337 gr (22 g) |
| ,42 pol (10,67 mm)  | Berdan                 | Império Russo    | 1 444 ft/s (440 m/s) | 873 ft/s (270 m/s) | 645 ft/s (200 m/s) | 476 ft/s (150 m/s) | 353 ft/s (110 m/s) | 7,995 pé (2,437 m)   | 47,01 pé (14,33 m)   | 151,7 pé (46,2 m)    | 388,7 pé (118,5 m)   | 77 gr (5,0 g) | 370 gr (24 g) |
| ,45 pol (11,43 mm)  | Springfield model 1884 | Estados Unidos   | 1 301 ft/s (400 m/s) | 875 ft/s (270 m/s) | 676 ft/s (210 m/s) | 523 ft/s (160 m/s) | 404 ft/s (120 m/s) | 8,574 pé (2,613 m)   | 46,88 pé (14,29 m)   | 142,3 pé (43,4 m)    | 343,0 pé (104,5 m)   | 70 gr (4,5 g) | 500 gr (32 g) |
| ,40 pol (10,16 mm)  | Enfield–Martini .40"   | Reino Unido      | 1 570 ft/s (480 m/s) | 947 ft/s (290 m/s) | 719 ft/s (220 m/s) | 553 ft/s (170 m/s) | 424 ft/s (130 m/s) | 6,704 pé (2,043 m)   | 39,00 pé (11,89 m)   | 122,0 pé (37,2 m)    | 298,47 pé (90,97 m)  | 85 gr (5,5 g) | 384 gr (25 g) |